# Sprint 2
Sprint 2 es un videojuego de carreras para dos jugadores con vista aérea lanzado en 1976 por Kee Games, una subsidiaria de propiedad absoluta de Atari y distribuida por Namco en Japón. Mientras que los juegos de conducción anteriores tenían coches controlados por ordenador que se movían a lo largo de un circuito "predeterminado", "Sprint 2" "introdujo el concepto de un coche de ordenador que tenía la inteligencia para conducirse por sí solo alrededor de la pista" de una manera "semi-inteligente".

## Desarrollo
El equipo que desarrolló Sprint 2 estaba formado por Dennis Koble, Howard Delman, Dan Van Elderen y Lyle Rains. Tanto Koble como Rains no recuerdan a quién se le ocurrió la idea del juego. Rains recordaría en una entrevista con Retro Gamer que el juego probablemente era de Atari, que quería lanzar un juego de conducción nuevo y mejorado, ya que los juegos Gran Trak 10, Gran Trak 20, Indy 800 y LeMans eran generadores de dinero para Atari y sus clientes.
El juego fue uno de los primeros juegos basados en microprocesadores producidos en masa por Atari. Rains recordó que esto les permitió hacer el juego más rápido y más emocionante que los juegos de carreras anteriores. Koble dijo que tuvo que sumergirse en la programación de 6502 para el juego. Sprint 2 fue diseñado para ser una actualización de los juegos anteriores, lo que llevó al equipo a eliminar características no deseadas, como conducir en reversa de Gran Trak 20, así como eliminar un pedal de freno, ya que soltar el pedal del acelerador era el equivalente a frenar. Otras características se mantuvieron, como el cronómetro, y Rains afirmó que al equipo no se le había ocurrido basar el juego en vueltas sobre un cronómetro.
"Sprint 2" es el primer juego de carreras que introdujo el concepto de un coche controlado por ordenador que tenía la inteligencia de conducirse solo por la pista sin un recorrido predeterminado basado en el rendimiento del jugador. Rains afirmó que esa fue su idea. Para ello, creó un mapa de vectores que indicaba a los coches controlados por ordenador en qué dirección debían conducir. Se alinearían con el vector actual y se desplazarían por la pista siguiendo una trayectoria que no se repetiría. Koble creó los gráficos para el juego, afirmando que los artistas empleados por Atari en ese momento solo estaban haciendo ilustraciones para el panel lateral y el panel de control y no estaban involucrados en la creación del juego.

## Recepción
En Estados Unidos, Sprint 2 fue el segundo videojuego arcade con mayores ingresos de 1977, por debajo de Sea Wolf. También fue el segundo videojuego arcade con mayores ganancias de 1978, detrás de Space Wars, y con Sprint 1 en tercer lugar. Sprint 2 fue posteriormente el tercer videojuego arcade con mayores ingresos de 1979, detrás de Space Invaders y Atari Football.
El juego fue un éxito comercial para Namco en Japón, donde "Sprint 2" fue el séptimo videojuego arcade con mayores ingresos de 1977. También estuvo entre los cuatro videojuegos de carreras con mayores ingresos del año, por debajo de "Speed Race DX" y "Road Champion" de Taito, y empatado con "Super High-Way" de Taito.

## Legado
Sprint 2 fue el primero de una larga serie de juegos, algunos de los cuales llevaron su nombre hasta la década de 1980:
- Sprint 4 y Sprint 8, una versión para 4 y 8 jugadores respectivamente, se lanzaron en 1977. Ambas eran versiones rasterizadas a todo color del juego.
- Sprint 1 se lanzó en 1978. Las designaciones "1" y "2" reflejan la cantidad de jugadores, en lugar de indicar que se trataba de una precuela.
- Atari Games lanzó en 1986 Super Sprint, una versión para 3 jugadores con gráficos actualizados.
- Atari Games lanzó en 1986 Championship Sprint, una versión para 2 jugadores de Super Sprint.
- Atari Games lanzó en 1986 Badlands, una actualización de Championship Sprint con ambientación postapocalíptica para 2 jugadores, fue lanzada en 1989.
- Atari lanzó en 2024 NeoSprint, una versión para 8 jugadores con gráficos en 3D.[13]

Sprint 2 fue uno de los primeros productos de Atari en presentar la ahora conocida "fuente Atari arcade" (presentada por primera vez en el Quiz Show).
En 2016, estuvo disponible una versión de ingeniería inversa de JavaScript.